# Бовгорка (Ельский район)
Бовгорка (бел. Боўгарка) — деревня в Ремезовском сельсовете Ельского района Гомельской области Белоруссии.

## География

### Расположение
В 6 км на северо-запад от районного центра и железнодорожной станции Ельск (на линии Калинковичи — Овруч), в 183 км от Гомеля.

## Транспортная сеть
Транспортные связи по просёлочной, затем автодорогам, которые отходят от Ельска. Планировка состоит из дугообразной улицы, ориентированной с юго-запада на северо-восток. На севере небольшой обособленный участок застройки. Жилые дома деревянные, усадебного типа.

## История
По письменным источникам известна с XIX века как хутор в Мозырском уезде Минской губернии. В 1917 году в Житковичской волости. В 1921 году в Королинской волости. В 1930 году создан колхоз «Путь коммуны», работала кузница. Во время Великой Отечественной войны с декабря 1941 года действовала подпольная группа (руководитель И. Г. Шульга). В 1959 году в составе совхоза «Ельский» (центр — город Ельск).
До 16 декабря 2009 года в составе Богутичского сельсовета.

## Население

### Численность
- 2004 год — 15 хозяйств, 29 жителей.

### Динамика
- 1917 год — 191 житель.
- 1921 год — 43 двора, 219 жителей.
- 1925 год — 54 двора.
- 1959 год — 208 жителей (согласно переписи).
- 2004 год — 15 хозяйств, 29 жителей.